# Taraba (Fluss)
Der Taraba ist ein Fluss im zentralen Afrika und linker Nebenfluss des Benue.

## Verlauf
Der Ursprung des Taraba liegt westlich der kamerunischen Stadt Kontcha im Gashaka-Gumti-Nationalpark in der Provinz Taraba. Sein Einzugsgebiet erstreckt sich bis an die Grenze zu Kamerun. Sein wichtigster Nebenfluss ist der Kam, der ihm von Norden zufließt. 

## Hydrometrie
Die Durchflussmenge des Flusses wurde in Gassol etwa 30 km vor der Mündung, also dem größten Teil des Einzugsgebietes gemessen. Der mittlere Abfluss betrug dabei in den Jahren 1955 bis 1986 1791 m³/s.